# Andrei-Răzvan Condurățeanu
Andrei-Răzvan Condurățeanu (n. 11 iulie 1970) este un deputat român, ales în 2012 în județul Constanța din partea Partidului Poporului – Dan Diaconescu (PP-DD). În decembrie 2013, a trecut la  la Uniunea Națională pentru Progresul României (UNPR).
Pe 17 decembrie 2013 a trecut în grupul parlamentar al Partidului Social Democrat (PSD) ca membru UNPR. De la 1 aprilie 2015, Condurățeanu a devenit deputat neafiliat, iar în iulie 2016, Condurățeanu a devenit membru al grupului parlamentar al Uniunii Naționale pentru Progresul României (Grupul Progresist), după ce UNPR a reușit să constituie un grup parlamentar separat.